# 古章子
古 章子（ふる あきこ、1973年7月18日 - ）は、日本の元トランポリン競技選手。 金沢大学教育学部卒、同大大学院教育学研究科修了。金沢学院東高等学校常勤講師（トランポリン部顧問）、金沢学院大学教務助手、金沢学院大学文学部非常勤講師、日本トランポリン協会選手委員会委員長、金沢学院大学スポーツ健康学部准教授。石川県金沢市出身。かに座。血液型はO型。本名:丸山 章子 （まるやま あきこ、旧姓:古）。

## 経歴
3歳の時にトランポリンを始める。小学校3年の時に全日本ジュニア選手権個人初優勝。翌1984年、10歳の時には世界年齢別大会個人とシンクロ競技でそれぞれ優勝。1988年、中学2年の時に世界選手権初出場（その後これまでに8回出場）。1989年からはインターハイで3連覇を達成。翌1990年からは全日本選手権個人9連覇の偉業を成し遂げる（この記録は2010年に廣田遥（阪南大学→阪南大学職員）に更新された）。
2000年、シドニーオリンピックで6位入賞を果たす。2004年、アテネオリンピック出場を目指したものの代表選考会で廣田に敗れて2大会連続出場を逃し、同年に現役を引退した。後に結婚し、2007年に第1子となる長女を出産した。
2025年6月、日本体操協会理事に就任。